# Rio Curmezişa
O Rio Curmezişa é um rio da Romênia, afluente do Cerna, localizado no distrito de Gorj.